# Scioglimento dei consigli comunali e provinciali per infiltrazione mafiosa
Lo scioglimento dei consigli comunali e provinciali per infiltrazione di stampo mafioso è un istituto dell'ordinamento italiano previsto dall'art. 143 del Testo Unico degli Enti Locali (d.lgs. 267/2000).

## Storia
L'istituto fu introdotto con decreto-legge n. 164, art. 1 del 31 maggio 1991 (poi convertito in legge n. 221 del 22 luglio 1991 e poi modificato dall'art. 1 della legge n. 108, 11 gennaio 1994 e dalla legge n. 94, art. 30, 15 luglio 2009) che ha aggiunto l'art. 15 bis alla legge n. 55 19 marzo 1990 affiancandolo quindi all'art. 15 di quest'ultima legge che prevede la sospensione degli amministratori locali sottoposti a procedimento penale per il delitto previsto dall'art. 416 bis codice penale ovvero per il delitto di favoreggiamento commessi in relazione a esso e degli amministratori sottoposti a misure di prevenzione in quanto indiziati di appartenere a una delle associazioni di cui all'art. 1, legge n. 575, 31 maggio 1965 (art. 15 che poi è stato trasferito all'art. 59 della legge 267/2000). L'art. 15 bis oggi lo troviamo nel testo unico degli enti locali decreto legislativo n. 267/2000 art. 143. Il provvedimento legislativo in questione nacque come quasi tutte le misure antimafia e cioè come provvedimento d'emergenza, infatti lo Stato intervenne a seguito di una cruenta faida che vedeva come epicentro Taurianova (RC) (dove tra i vari omicidi e attentati destò molto scalpore la decapitazione di un affiliato alla 'ndrangheta la cui testa poi venne lanciata in aria e fatta oggetto di un macabro tiro al bersaglio).
Una risposta straordinaria, dell'ordine costituito, a una situazione straordinaria che ha portato negli ultimi vent'anni a numerosi decreti di scioglimento contro altrettanti consigli comunali, è una misura normativa unica nel mondo dovuta alla particolarità italiana dove la presenza di quattro grandi organizzazioni criminali comporta prima di tutto compressione di democrazia nei piccoli centri comunali (attività propedeutica per le mafie per fare il grande salto imprenditoriale-affaristico perché entrare nei consigli comunali e provinciali consente al crimine organizzato di tessere alleanze politico-istituzionali-imprenditoriali necessarie al suo mantenimento e sviluppo) tanto che il Procuratore nazionale antimafia Piero Grasso disse nel 2007 dinanzi alla commissione parlamentare antimafia che “in certi paesi come Africo, Platì e San Luca, è lo Stato
che deve cercare di infiltrarsi”. Lo strumento legislativo in questione comunque non riguarda solo gli organi di governo locale comunale e provinciale ma anche gli organi burocratici degli enti, altri enti locali (comunità montane, unioni di comuni e così via) nonché aziende sanitarie.

### La vecchia e la nuova normativa
La legge nel corso degli anni ha subito alcune modifiche per tenere il passo di una mafia sempre più moderna e globalizzata; si è passati dall'art. 15 bis della legge n. 55 del 1990 all'art. 143 del d.lgs. 267/2000 che prevedeva: "Fuori dei casi previsti dall'articolo 141, i consigli comunali e provinciali sono sciolti quando, anche a seguito di accertamenti effettuati a norma dell'articolo 59, comma 7, emergono elementi su collegamenti diretti o indiretti degli amministratori con la criminalità organizzata o su forme di condizionamento degli amministratori stessi, che compromettono la libera determinazione degli organi elettivi e il buon andamento delle amministrazioni comunali e provinciali, nonché il regolare funzionamento dei servizi alle stesse affidati ovvero che risultano tali da arrecare grave e perdurante pregiudizio per lo stato della sicurezza pubblica. Lo scioglimento del consiglio comunale o provinciale comporta la cessazione dalla carica di consigliere, di sindaco, di presidente della provincia e di componente delle rispettive giunte, anche se diversamente disposto dalle leggi vigenti in materia di ordinamento e funzionamento degli organi predetti, nonché di ogni altro incarico comunque connesso alle cariche ricoperte". 
Quest'articolo ha subito di recente ulteriori modifiche per rispondere ai rilievi mossi dalla dottrina, dalla giurisprudenza, dal mondo politico-istituzionale (vedesi per esempio la relazione del Parlamento della Repubblica Italiana) che riguardavano la responsabilità per lo scioglimento non soltanto degli organi di governo locale ma anche degli organi di gestione amministrativa-finanziaria-contabile (dirigenti, personale) alla luce anche della nuova ripartizione tra organi di indirizzo e controllo politico-amministrativo (consiglio, giunta, sindaco o presidente) e organi di gestione, altri rilievi mossi riguardavano l'incandidabilità degli amministratori ritenuti responsabili dello scioglimento, sono stati oggetto di rilievi anche le figure dei commissari, che vanno a sostituire gli organi di governo locale, per via della loro preparazione, dei loro poteri e così via. Questi problemi sono stati parzialmente risolti con il nuovo art. 143 e ss. (modificato dalla legge n. 94/2009 cosiddetto pacchetto sicurezza): anche se sono state mosse delle critiche ad esempio con riferimento agli elementi che sono ora richiesti per giungere allo scioglimento (concreti, univoci e rilevanti elementi) che snaturano lo strumento legislativo (di prevenzione sociale) rendendo più difficile l'attuazione della legge per prevenire o reprimere penetrazioni della mafia negli enti locali (il giudice di cassazione Raffaele Cantone a tal proposito sostiene: la riforma del 2009, che ha modificato lo scioglimento degli enti per infiltrazioni mafiose ha indebolito moltissimo, l'Istituto; i comuni che vengono sciolti sono molto meno e in gran parte di quei casi, il TAR sta annullando tutti gli scioglimenti) nonché con riferimento all'incandidabilità degli amministratori coinvolti che prevede un iter talmente complesso da far risultare tale misura più un'operazione di facciata che reale.

### La sentenza della Corte Costituzionale
La legge dopo appena due anni dalla sua nascita fu sottoposta a un giudizio di legittimità costituzionale; infatti il TAR del Lazio con ordinanza rimise la questione alla Corte Costituzionale, in seguito a un ricorso presentato dinanzi allo stesso tar da parte di amministratori locali di due comuni sciolti per mafia Trabia e Sant'Andrea Apostolo dello Jonio (i due decreti di scioglimento vennero poi annullati dai giudici amministrativi). Il tar riteneva che la legge fosse incostituzionale per violazione degli artt. 3, 5, 24, 48, 51, 97, 113, 125 e 128 della Costituzione, in quanto tra le altre cose consentiva che lo scioglimento potesse intervenire anche se c'erano elementi probatori fragili a differenza di ciò che viene richiesto per provare la responsabilità penale di un amministratore oppure sottoporre lo stesso a misure di prevenzione; la legge consentiva altresì di sciogliere l'intero consiglio comunale o provinciale anche se la responsabilità era di qualche amministratore; il TAR contestava anche la violazione del diritto di elettorato attivo e passivo. Ma la Corte respinse tutte le questioni di legittimità costituzionale (sentenza n. 103/1993) dichiarandole alcune infondate e alcune inammissibili e respinse anche la questione posta dall'Avvocatura dello Stato (peraltro già respinta dal TAR del Lazio nel ricorso principale), circa la natura di atti politici dei decreti presidenziali di scioglimento (che non avrebbe dato la possibilità a questi decreti di essere sottoposti a un sindacato giurisdizionale in quanto gli atti politici indicano solo i fini e gli obiettivi dell'ordinamento come ad esempio le sentenze della corte costituzionale quindi non sono suscettibili di una valutazione da parte del giudice), dichiarandola inammissibile.
Questa sentenza rappresenta tuttora un faro specie per la Giurisprudenza amministrativa quando deve decidere circa i ricorsi presentati contro i decreti di scioglimento.

### Le sentenze più significative del CDS
Nel febbraio 2016 il Consiglio di Stato ha posto un freno alla discrezionalità di scioglimento. Per sciogliere un consiglio comunale è necessario avere la prova del condizionamento di stampo mafioso sulla volontà dell'organismo, cioè la consapevolezza degli amministratori del loro agire con volontà viziata a causa delle pressioni criminali. Tanto dice la decisione del Consiglio di Stato, sezione III, del 24 febbraio 2016, n.748 (annullando così lo scioglimento di un Comune). Tale sentenza rappresenta una significativa innovazione verso la limitazione del potere di scioglimento.

## La procedura di scioglimento
Al commissariamento dell'ente locale si arriva dopo un'attenta procedura che prende il via dalla nomina di una commissione d'accesso agli atti (composta da tre funzionari della pubblica amministrazione) da parte del prefetto del territorio interessato che esercita i poteri di accesso e di accertamento di cui è titolare per delega del Ministro dell'interno (articolo 2, comma 2 quater, del decreto-legge 29 ottobre 1991, n. 345, convertito, con modificazioni, dalla legge 30 dicembre 1991, n. 410); la commissione svolgerà la propria attività per 3 mesi prorogabili per altri 3 mesi, al termine redigerà una relazione conclusiva che invierà al prefetto e questi redigerà un'altra relazione entro 45 giorni da inviare al ministro dell'interno previa consultazione del comitato provinciale per l'ordine e la sicurezza pubblica integrato dal procuratore della Repubblica competente per territorio e dal Procuratore Distrettuale antimafia competente per territorio; il Ministero dell'interno in seguito potrà proporre lo scioglimento dell'ente al presidente della Repubblica, che emetterà il decreto di scioglimento, previa deliberazione del Consiglio dei ministri entro 3 mesi a decorrere dalla presentazione della relazione del prefetto (art. 143 d.lgs. 267/2000). 
L'Ente una volta commissariato sarà retto da una commissione straordinaria (art. 144 d.lgs. 267/2000) per un periodo che andrà dai 12 ai 18 mesi prorogabili fino a 24, la commissione sarà composta da: tre membri scelti tra funzionari dello Stato, in servizio o in quiescenza, e tra magistrati della giurisdizione ordinaria o amministrativa in quiescenza e svolgerà le funzioni di sindaco/presidente, Giunta comunale/provinciale e Consiglio comunale/provinciale. 
La legge ora guarda con molta attenzione anche all'apparato burocratico dell'ente (dirigenti, personale dipendente). A tal fine il comma 5 dell'art. 143 del d.lgs. 267/2000 prevede: anche nei casi in cui non sia disposto lo scioglimento, qualora la relazione prefettizia rilevi la sussistenza degli elementi di cui al comma 1 (cioè collegamenti o condizionamenti da parte della criminalità organizzata) con riferimento al segretario comunale o provinciale, al direttore generale, ai dirigenti o ai dipendenti a qualunque titolo dell'ente locale, con decreto del ministro dell'Interno, su proposta del prefetto, è adottato ogni provvedimento utile a far cessare immediatamente il pregiudizio in atto e ricondurre alla normalità la vita amministrativa dell'ente, ivi inclusa la sospensione dall'impiego del dipendente, ovvero la sua destinazione ad altro ufficio o altra mansione con obbligo di avvio del procedimento disciplinare da parte dell'autorità competente. 

### Il ricorso ai giudici amministrativi
Il comma 7 dell'art. 143 d.lgs 267/2000 prevede inoltre che in caso di verifica negativa dei presupposti di legge per disporre lo scioglimento il ministro dell'interno debba comunque emanare un decreto di conclusione del procedimento. Contro il decreto presidenziale di scioglimento si può ricorrere in prima battuta dinanzi al TAR e in appello dinanzi al Consiglio di Stato, i termini per impugnare il decreto sono dimezzati rispetto a quelli ordinari tranne che per il ricorso introduttivo, il ricorso incidentale e i motivi aggiunti.

## Elementi sintomatici dell'infiltrazione mafiosa
Come si rileva nei numerosi decreti presidenziali di scioglimento o nella sentenze dei giudici amministrativi ci sono precisi elementi, che vengono riscontrati dalle commissioni d'accesso agli atti presso i comuni allertati, che denotano la presenza mafiosa all'interno degli enti locali. La Corte Costituzionale ha stabilito nella famosa sentenza n. 103/1993 che gli elementi su cui deve poggiare lo scioglimento sono innanzitutto i collegamenti diretti o indiretti degli amministratori locali con la criminalità organizzata o in alternativa il condizionamento che la mafia impone agli amministratori oltre a ciò è necessario connettere al condizionamento o ai collegamenti dei pregiudizi che sono la mancanza di libera determinazione per gli organi elettivi e/o amministrativi (dirigenti, personale), l'andamento negativo dell'ente locale, il malfunzionamento dei servizi affidati all'ente oppure pericolo per l'ordine e la sicurezza pubblica; questa situazione prevista dalla Corte viene riscontrata dalle commissioni in determinati casi: appalti pubblici (ad esempio per la raccolta dei rifiuti, per la realizzazione di infrastrutture) affidati in maniera irregolare oppure ad un'impresa collegata direttamente o indirettamente (prestanome) alla mafia, concessioni o autorizzazioni amministrative rilasciate in modo irregolare o dietro minacce o pressioni oppure emesse in favore di soggetti collegati direttamente o indirettamente alla criminalità organizzata (tutti ambiti che sono obiettivo delle mafie secondo quanto prevede l'art. 416 bis del codice penale italiano), affinità, parentela, frequentazioni degli amministratori e/o dipendenti pubblici con soggetti appartenenti direttamente o indirettamente alla criminalità organizzata, precedenti penali o procedimenti penali pendenti a carico di amministratori e/o dipendenti pubblici, la presenza di una o più famiglie mafiose sul territorio comunale, abusivismo edilizio imperante, mancata riscossione dei tributi, adesione culturale o omissioni degli amministratori dinanzi alle gesta della mafia. La corte ha ricordato inoltre che per arrivare allo scioglimento di un ente locale per infiltrazioni mafiose gli elementi probatori non devono essere granitici (come invece è richiesto per provare la responsabilità penale di un soggetto o sottoporlo a misure di prevenzione) perché questo istituto è una misura di prevenzione sociale e si deve intervenire anche quando c'è il pericolo che una o più cosche "inquinino" l'ente pubblico.

## Gli enti sciolti per mafia
La quasi totalità dei provvedimenti (96%) riguarda enti locali di Calabria, Campania, Sicilia e – in misura minore – Puglia, dove sono presenti le maggiori organizzazioni criminali italiane ('Ndrangheta, Camorra, Cosa Nostra e Sacra Corona Unita), ma si sono verificati casi anche in Lazio (4), Liguria, Piemonte (3), Basilicata (2), Val d'Aosta, Emilia-Romagna e Lombardia (1).
Fino ad ora sono stati sciolti solo comuni (tra questi due comuni capoluogo di provincia, Reggio Calabria e Foggia, e un municipio di Roma) e quattro aziende sanitarie (Napoli ASL n. 4 Pomigliano d'Arco, Reggio Calabria, Vibo Valentia e Locri).